# Wesley Lopes da Silva
Wesley Lopes da Silva (n. 11 octombrie 1980, Vila Velha, Espírito Santo, Brazilia), cunoscut mai bine ca Wesley, este un jucător brazilian de fotbal retras din activitate, care evolua pe postul de mijlocaș ofensiv sau atacant. A evoluat în campionatele din Brazilia, Coreea de Sud, Portugalia, Spania, Arabia Saudită, Elveția și România. A stabilit mai multe recorduri pentru campionatul românesc, fiind cel mai bun marcator străin cu 61 de goluri, dar și jucătorul cu cele mai multe goluri marcate pentru FC Vaslui, 77, echipă al cărei căpitan a fost în sezonul 2011-2012.

## Biografie
Wesley s-a născut în Vila Velha, statul Espírito Santo, la nord de orașul Rio de Janeiro, unde și-a petrecut copilăria. Părinții săi sunt Valdecir și Lucia Lopez. Are un frate, născut în 1982. A fost atras de genul de muzică pagode, originar din Salvador, care l-a convins să formeze o trupă numită „Pele Morena” (Piele Măslinie), în care cântă la chitară și mandolină. Începând de la vârsta de 15 ani a lucrat împreună cu tatăl său în construcții. Juca fotbal în cartierul său, iar unul dintre coechipieri i-a propus să meargă să dea probe la São Paulo. Inițial refuză dar este convins să ia parte la trialuri de către mama sa. Este acceptat și joacă de la vârsta de 19 ani la Ituano FC. Pleacă din țara natală în 2003 pentru a juca sub formă de împrumut la echipa sud-coreeană Samsung Bluewings. S-a căsătorit în 1998 cu Louiziana, cu care are un fiu, Yuri. Este catolic. Deși are  scăpări în viața extrasportivă, este considerat un jucător modest și serios.

## Cariera de fotbalist
La data de 14 august 2003 a ajuns în Portugalia, în liga secundă, la Penafiel. A devenit unul dintre golgheteri, cu 9 goluri în primul sezon, la egalitate cu Júnior, astfel ajutându-și formația să promoveze în Liga Sagres de pe locul al treilea. În sezonul 2004-05 a fost al treilea golgheter al campionatului lusitan. În august 2005 a ajuns în Spania, la o altă nou-promovată, Deportivo Alaves unde însă a evoluat rar, fiind împrumutat la mai multe echipe. În 2007 a revenit în Portugalia, la Paços Ferreira, și apoi la Leixoes. În sezonul 2007-08 a fost din nou pe locul trei în clasamentul celor mai buni marcatori din Portugalia.

### FC Vaslui

#### 2009
Wesley a semnat pe 22 ianuarie 2009 un contract cu SC Vaslui pe o perioadă de doi ani și jumătate. Suma de transfer nu a fost dată publicității, aceasta fiind probabil de 1 milion de dolari, făcându-l cel mai scump jucător cumpărat de club. Pe 6 februarie a debutat pentru FC Vaslui într-un amical cu Standard Baku. La sfârșitul cantonamentului de iarnă, Wesley era golgheterul echipei cu 5 goluri în 7 meciuri. A debutat cu gol în Liga I pe 27 februarie într-un meci cu Steaua București încheiat cu scorul de 1-1. Golul a fost marcat după incursiunea în careu și pasa lui Nemanja Milisavljević. Pe 14 martie a marcat al doilea gol, din penalty, într-o victorie cu scorul de 3-0 în deplasarea de la Bistrița. O săptămână mai târziu, a marcat al treilea gol pentru FC Vaslui, în meciul cu Farul, acesta fiind primul gol marcat pe Municipal. Pe 14 aprilie Wesley a marcat din foarfecă primul gol al meciului din Cupa României cu Unirea Urziceni, din nou dintr-o incursiune a lui Nemanja Milisavljević, ajutându-și echipa să se califice pentru prima dată în semifinalele acestei competiții. Patru zile mai târziu, Vasluiul reușește în a doua repriză a meciului cu Politehnica Timișoara să revină în repriza a doua de la 1-3 la 4-3, cu Wesley marcând unul dintre goluri. Pe 11 iunie înscrie golul victoriei cu Universitatea Craiova. Echipa termină campionatul pe locul al cincilea și prinde pentru a doua oară consecutiv un loc care duce în UEFA Europa League. La sfârșitul primului sezon în România avea în total 8 goluri și o pasă de gol în toate competițiile pentru Vaslui.

#### 2009–2010
Pe data de 30 iulie 2009, Wesley joacă primul meci într-o competiție europeană, cel cu Omonia Nicosia, câștigat de Vaslui cu 2-0. În returul disputat pe 6 august marchează dintr-o lovitură liberă de la 18 metri. Vasluiul s-a calificat în play-off-ul UEFA Europa League. Pe 16 august a marcat în meciul de acasă cu FC Brașov (2-2). Patru zile mai târziu a reușit o dublă în prima manșă a rundei play-off-ului cu AEK Atena (2-1). Totuși Vasluiul nu a reușit să se califice în grupe, pierzând meciul retur cu 3-0. Pe 30 august Wesley a înscris golul victoriei cu rivalii de la Politehnica Iași, cu 8 minute înainte de fluierul final. Pe 3 octombrie Wesley marchează în victoria de 3-1 Astra Ploiești, fiind primul meci pe banca Vasluiului al lui Marius Lăcătuș. Pe 16 octombrie, a marcat golul victoriei în meciul cu fosta campioană Unirea Urziceni, dintr-o centrare dată de Roberto Delgado. A fost prima victorie a Vasluiului în fața Unirii Urziceni. Pe 23 noiembrie a marcat al doilea gol în meciul cu CFR Cluj, aceasta fiind a opta victorie la rând în toate competițiile pentru Vaslui. Pe 13 decembrie Wesley  punctează pentru ultima oară în 2009, într-un meci cu Dinamo București încheiat cu scorul de 1-1, ajungând la 11 goluri în toate competițiile. A purtat pentru prima dată și banderola de căpitan, în absenta lui Bogdan Buhuș. Pe 18 martie 2010 a înscris o dublă în victoria cu 3-1 cu Politehnica Iași. Echipa a câștigat primul meci în deplasare din noiembrie încoace. Pe 3 aprilie Wesley marchează primul hat-trick în Liga I, împotriva echipei Unirea Alba Iulia, într-o victorie cu 3-0. Pe 15 aprilie Vasluiul se califică pentru prima dată în finala Cupei, cu Wesley marcând al doilea gol al victoriei cu 4-0 împotriva formației FC Brașov. Pe 22 mai înscrie ultimul gol al sezonului, de la punctul cu var, în victoria cu 2-0 de acasă cu Dinamo București, având 12 goluri marcate în Liga I, și 17 în toate competițiile. Pe 26 mai a fost căpitanul echipei în finala Cupei României din 2010 pierdută de vasluieni la loviturile de departajare, cu Wesley înscriind primul gol de la loteria penaltiurilor. A fost inclus de TOP Gazeta în Echipa Sezonului 2009-2010.

#### Sezonul 2010–2011
Wesley a marcat primul gol din sezonul 2010-2011 pe 6 august, în meciul cu Universitatea Cluj (1-1), intrând pe teren în minutul 66 pentru a executa lovitura de pedeapsă din care a și marcat. Pe 13 septembrie a marcat al doilea gol pentru Vaslui într-un meci pierdut fără drept de apel de Oțelul Galați (4-0). Șase zile mai târziu a marcat ambele goluri cu victoria în fața echipei Dinamo București (2-1). Pe 22 septembrie, în meciul cu ALRO Slatina, a ratat o lovitură de pedeapsă, Vasluiul fiind eliminat din Cupă. Pe 26 noiembrie, a marcat în meciul câștigat cu 3-1 acasă, împotriva Pandurii Târgu Jiu. Pe 6 decembrie i se acordă distincția de „Stranierul anului”, premiu primit și de Eric de Oliveira, la Ceremonia Fotbalului Românesc de la București. Pe 7 decembrie Wesley își exprimă intenția de a părăsi Vasluiul. Patronul Adrian Porumboiu confirmă chiar în următoarea zi această informație, și declară că jucătorul este liber să plece la orice club cu condiția să primească o ofertă consistentă. Steaua și CFR Cluj și-au exprimat dorința de a-l transfera pe jucătorul brazilian. Cu toate acestea Wesley semnează pe 18 ianuarie prelungirea pentru încă trei ani a contractului cu Vaslui. Pe 28 februarie, Wesley a intrat în a doua repriză și a marcat 2 goluri împotriva echipei FCM Târgu Mureș, menținând-o pe Vaslui în cursa pentru titlu. Pe 9 aprilie marchează din nou într-un meci cu Dinamo București, câștigat de vasluieni cu 2-0. Pe 27 aprilie a marcat al doilea gol al victoriei cu Universitatea Craiova, dintr-o lovitură liberă de la 18 metri. Pe 15 mai marchează în ultimul meci al sezonului, împotriva Sportului Studențesc, marcând cel de-al treisprezecelea gol în acest sezon de Liga I. Vasluiul a terminat pe locul al treilea pentru al doilea an consecutiv.

#### Sezonul 2011–2012
Pe 4 august 2011 Wesley a fost ales drept căpitanul echipei, după accidentarea gravă suferită de fostul căpitan Gabriel Cânu. Pe 15 august, Wesley a marcat un gol cu Concordia Chiajna (3–0) acesta fiind al patrulea meci fără gol primit al Vasluiului. A fost înlocuit în minutul 41, datorită unei accidentări din cauza căreia nu a putut juca în turul meciului din play-off-ul UEFA Europa League cu Sparta Praga. A revenit în a doua manșă, în care Vasluiul a pierdut cu 2-1 dar s-a calificat în premieră în grupele UEFA Europa League. A fost de asemenea și al 100-lea meci al lui Wesley jucat pentru Vaslui în toate competițiile. Pe 11 septembrie a marcat primul gol, din nou în poarta lui Dinamo, în victoria cu 3-1 de acasă. A fost al cincilea gol marcat de Wesley în poarta dinamoviștilor în ultimele 5 meciuri. Patru zile mai târziu, Wesley a marcat două goluri în primul meci din grupele UEFA Europa League, cel cu SS Lazio Roma, încheiat la egalitate, scor 2-2. Pe 22 septembrie Wesley marchează din nou două goluri, de această dată în Cupa României, împotriva formației Voința Livezile. Meciul s-a încheiat cu scorul de 8-0 și l-a făcut pe Wesley cel mai bun marcator al Vasluiului, depășindu-l pe Vali Badea. Peste trei zile egalează încă un record, cel al lui Sulejman Demollari, ajungând la 36 de goluri marcate în campionatul intern. Pe 3 octombrie a marcat din nou un hat-trick în partida cu CS Mioveni, devenind cel mai bun marcator străin al din istoria Ligii I. Wesley a fost eliminat în meciul contra lui Sporting CP pe 20 octombrie, pentru că l-a lovit pe João Pereira cu capul. A fost suspendat de UEFA timp de patru etape, decizie contestată de oficialii vasluieni. Pe 30 octombrie Wesley marchează al doilea hat-trick din 2011, în victoria de acasă cu 4-0 cu FCM Târgu Mureș. Pe data de 8 decembrie a primit premiul de „Stranierul anului” la Gala Fanatik din 2011. Pe 19 decembrie Wesley a primit premiul de „Cel mai bun fotbalist străin” pentru a doua oară consecutiv. Pe 22 decembrie a câștigat și premiul „Cel mai bun străin din Liga I” acordat de Gazeta Sporturilor, la care a fost nominalizat și coechipierul său Adaílton. Pe 3 ianuarie 2012, Wesley a primit aceeași distincție și din partea vizitatorilor site-ului ziarului ProSport, fiind al patrulea premiu la această categorie într-un singur an. Pe 15 martie 2012 a marcat de două ori împotriva Oțelului, echipa calificându-se în semifinalele competiției pentru a treia oară în patru ani. Patru zile mai târziu, a marcat al treilea hat-trick în meciul cu Ceahlăul Piatra Neamț, ajungând la 26 de goluri marcate în acel sezon. A fost desemnat golgeterul Ligii I cu 27 de goluri. Conform declarațiilor sale, până la vârsta de 32 de ani nu a fost niciodată accidentat.

### Al-Hilal
În iulie 2012 a semnat cu Al-Hilal. Clubul de fotbal a oferit 3 milioane de euro echipei SC Vaslui, jucătorul primind aceeași sumă anual. Primul gol l-a marcat pe 18 august. Pe 24 august marchează un hat-trick în meciul cu Najran SC, încheiat cu scorul de 6-0. Pe 2 septembrie 2012 marchează o dublă contra lui Al Nasr. Pe 3 martie marchează cel de-al 16-lea gol contra echipei Al-Raed. Pe 8 martie a marcat din nou, în fața celor de la Al-Wehda, ajungând la 17 goluri marcate. La Al-Hilal a cucerit primul trofeu din carieră, Cupa Prințului.

### CSMS Iași
Pe 28 iulie 2014, Wesley a semnat un contract valabil un an cu CSMS Iași, cu posibilitatea de prelungire pe încă un sezon. Chiar la debutul său la CSMS Iași, Wesley a marcat un gol în meciul cu Petrolul Ploiești din etapa a 3-a a Ligii I, pe 10 august 2014, o înfrângere cu 1–5 acasă. Dar, Wesley a fost dat afară fiindcă a jucat slab în acest sezon. Wesley a semnat cu o echipă din Brazilia în liga a II-a, União Barbarense.

## Statistici
| Echipa         | Echipa            | Echipa           | Ligă       | Ligă       | Cupă             | Cupă             | Cupa Ligii          | Cupa Ligii          | Continental    | Continental    | Total   | Total  |
| Sezon          | Club              | Ligă             | Meciuri    | Goluri     | Meciuri          | Goluri           | Meciuri             | Goluri              | Meciuri        | Goluri         | Meciuri | Goluri |
| Brazilia       | Brazilia          | Brazilia         | Campionat  | Campionat  | Copa do Brasil   | Copa do Brasil   | Cupa Ligii          | Cupa Ligii          | America de Sud | America de Sud | Total   | Total  |
| -------------- | ----------------- | ---------------- | ---------- | ---------- | ---------------- | ---------------- | ------------------- | ------------------- | -------------- | -------------- | ------- | ------ |
| 2003           | Fortaleza         | Série A          | 9          | 0          |                  |                  | -                   | -                   | -              | -              | 9       | 0      |
| Portugalia     | Portugalia        | Portugalia       | Campionat  | Campionat  | Taça de Portugal | Taça de Portugal | Taça da Liga        | Taça da Liga        | Europa         | Europa         | Total   | Total  |
| 2003-04        | Penafiel          | Liga de Honra    | 27         | 9          | 3                | 1                | -                   | -                   | -              | -              | 30      | 10     |
| 2004–05        | Penafiel          | Primeira Liga    | 30         | 14         | 2                | 1                | -                   | -                   | -              | -              | 32      | 15     |
| Spania         | Spania            | Spania           | Campionat  | Campionat  | Copa del Rey     | Copa del Rey     | Supercopa de España | Supercopa de España | Europa         | Europa         | Total   | Total  |
| 2005-06        | Deportivo Alavés  | La Liga          | 10         | 1          | 1                | 0                | -                   | -                   | -              | -              | 11      | 1      |
| Portugalia     | Portugalia        | Portugalia       | Campionat  | Campionat  | Taça de Portugal | Taça de Portugal | Taça da Liga        | Taça da Liga        | Europa         | Europa         | Total   | Total  |
| 2005-06        | Vitória Guimarães | Primeira Liga    | 19         | 2          | 2                | 0                | -                   | -                   | -              | -              | 21      | 2      |
| Spain          | Spain             | Spain            | Campionat  | Campionat  | Copa del Rey     | Copa del Rey     | Supercopa de España | Supercopa de España | Europa         | Europa         | Total   | Total  |
| 2006-07        | Deportivo Alavés  | Segunda División | 5          | 0          | 4                | 2                | -                   | -                   | -              | -              | 9       | 2      |
| Elveția        | Elveția           | Elveția          | League     | League     | Cupa Elveției    | Cupa Elveției    | Cupa Ligii          | Cupa Ligii          | Europe         | Europe         | Total   | Total  |
| 2006-07        | Grasshopper       | Super Liga       | 13         | 1          | 1                | 0                | -                   | -                   | -              | -              | 14      | 1      |
| Portugalia     | Portugalia        | Portugalia       | Campionat  | Campionat  | Taça de Portugal | Taça de Portugal | Taça da Liga        | Taça da Liga        | Europa         | Europa         | Total   | Total  |
| 2007-08        | Paços Ferreira    | Primeira Liga    | 22         | 11         | 3                | 1                | -                   | -                   | -              | -              | 25      | 12     |
| 2008-09        | Leixões           | Primeira Liga    | 13         | 7          | 3                | 1                | 2                   | 0                   | -              | -              | 18      | 8      |
| România        | România           | România          | Campionat  | Campionat  | Cupa României    | Cupa României    | Cupa Ligii          | Cupa Ligii          | Europe         | Europe         | Total   | Total  |
| 2008-09        | Vaslui            | Liga I           | 16         | 7          | 2                | 1                | -                   | -                   | -              | -              | 18      | 8      |
| 2009-10        | Vaslui            | Liga I           | 31         | 12         | 6                | 2                | -                   | -                   | 4              | 3              | 41      | 17     |
| 2010-11        | Vaslui            | Liga I           | 32         | 13         | 1                | 0                | -                   | -                   | 2              | 0              | 35      | 13     |
| 2011-12        | Vaslui            | Liga I           | 32         | 27         | 5                | 7                | -                   | -                   | 6              | 3              | 43      | 37     |
| 2012-13        | Vaslui            | Liga I           | 1          | 2          | 0                | 0                | -                   | -                   | 0              | 0              | 1       | 2      |
| Arabia Saudită | Arabia Saudită    | Arabia Saudită   | Campionate | Campionate | Cupa Prințului   | Cupa Prințului   | Cupa Regelui        | Cupa Regelui        | LCA            | LCA            | Total   | Total  |
| 2012–13        | Al-Hilal          | Campionat        | 19         | 16         | 4                | 1                | 0                   | 0                   | 3              | 0              | 26      | 17     |
| Total          | Brazilia          | Brazilia         | 9          | 0          | 0                | 0                | -                   | -                   | -              | -              | 9       | 0      |
| Total          | Portugalia        | Portugalia       | 111        | 43         | 13               | 4                | 2                   | 0                   | -              | -              | 126     | 47     |
| Total          | Spainia           | Spainia          | 15         | 1          | 5                | 2                | -                   | -                   | -              | -              | 20      | 3      |
| Total          | Elveția           | Elveția          | 13         | 1          | 1                | 0                | -                   | -                   | -              | -              | 14      | 1      |
| Total          | România           | România          | 113        | 61         | 14               | 10               | -                   | -                   | 12             | 6              | 139     | 77     |
| Total          | Arabia Saudită    | Arabia Saudită   | 19         | 16         | 4                | 1                | 0                   | 0                   | 3              | 0              | 26      | 17     |
| Total          |                   |                  | 280        | 122        | 37               | 17               | 2                   | 0                   | 15             | 6              | 333     | 144    |

## Palmares

### Club
FC Vaslui
- Liga I

Vice-campion (1): 2011–12
- Cupa României

Finalist (1): 2010
Al-Hilal
- Cupa Prințului

Câștigător (1): 2013

### Individual
| - Jucătorul Anului al echipei FC Vaslui (2): 2010, 2012 - Gheta de Aur a Ligii I (1): 2011–12 - Stranierul Anului (1): 2011–12 | - Cel mai bun marcator al FC Vaslui (77 de goluri) - Cel mai bun marcator străin din Liga I (61 de goluri) |